# El lago de Hakone en la provincia de Sagami
El lago de Hakone en la provincia de Sagami (相州箱根湖水 Sōshū Hakone kosui?) es una estampa japonesa de estilo ukiyo-e obra de Katsushika Hokusai. Producida en el período Edo, entre 1830 y 1832, forma parte de la célebre serie Treinta y seis vistas del monte Fuji. Al contrario que otras obras del autor basadas en la técnica aizuri-e, esta imagen se caracteriza por sus tonos brillantes.

## Contexto
Situada al este del monte Fuji, la región montañosa alrededor de Hakone en la provincia de Sagami, que se caracteriza por picos que superan los 1200 metros, era el área más difícil para los viajeros de la carretera Tōkaidō. En 32 km entre las estaciones de Odawara y Mishima, el camino pasa por cuestas y bajadas, se recorre a gran altura el lago Ashi y también transcurre por la estación de Hakone.
En 1618, se estableció un puesto de control (sekisho) en el lugar con el fin de controlar a los transeúntes, especialmente mujeres y doncellas jóvenes, que se sometían a exámenes de identidad estrictos. Esto se debía a la preocupación del shogunato por evitar que las esposas e hijas de los daimyō escaparan de Edo, donde estaban obligadas a residir como rehenes de facto conforme a la política del sankin kōtai. La ley requería que el daimyō pasara un año en la corte de la capital y luego un año en sus tierras, pero su familia tenía que permanecer en Edo para garantizar su lealtad. Para superar el puesto de control, tanto hombres como mujeres debían mostrar sus permisos de viaje emitido por los funcionarios de su población.

## Descripción
La impresión presenta tonos claros y brillantes, y se centra en los efectos de luz. Las aguas del lago aparecen en azul profundo, rodeadas de colinas redondeadas de color amarillo verdoso. El monte Fuji cubierto de nieve flanquea la izquierda de la montaña marrón, y se alza contra el cielo azul; su forma cónica contrasta con las siluetas ondulantes de la región. A la derecha se observan los tejados del santuario de Hakone. La composición es una de las pocas de la serie que carece de figuras humanas o animales. Hokusai emplea las nubes tradicionales de los grabados japoneses, el suyari gasumi, como elemento de encuadre para centrar la atención sobre la montaña.